# Wende (Segeln)

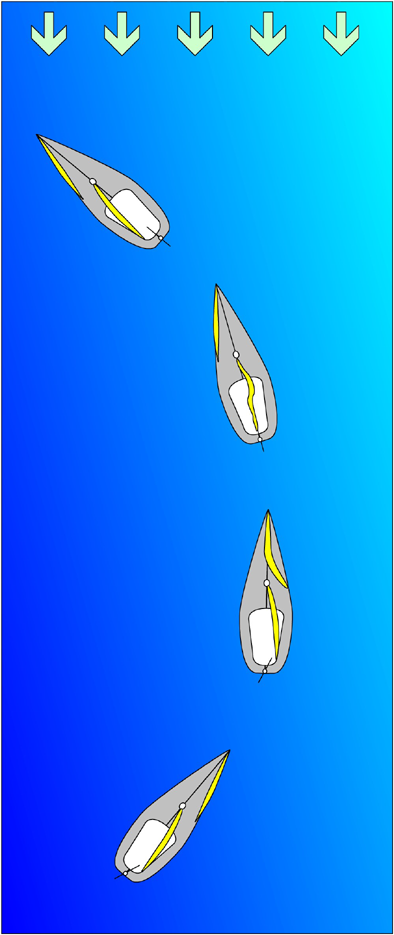
Wendemanöver eines Bootes mit Sluptakelung

Als Wende wird ein Manöver beim Segeln bezeichnet. Beim Wenden erfolgt ein Kurswechsel, bei dem das Schiff mit dem Bug durch den Wind geht, das heißt der Wind kommt während des Manövers kurzzeitig von vorne. Im Gegensatz dazu geht das Boot bei einer Halse mit dem Heck durch den Wind.

## Vorgang und Kommandos
1. „Klar zum Wenden!“ (bei diesem Kommando sollte der Steuermann bereits auf einem Am-Wind-Kurs sein). Beim Kommando bereitet sich der Vorschoter auf die bevorstehende Wende vor, indem er die Fockschot aus der Klemme löst, beziehungsweise von der Winsch nimmt. Ist er damit fertig, antwortet er: „Ist klar.“
2. Der Steuermann luvt an, indem er die Pinne zum Segel hin drückt, bleibt aber weiter auf der Luv-Seite sitzen.
3. Beim Wegdrücken der Pinne gibt er das Kommando „Ree!“ – damit signalisiert er seinem Vorschoter, dass die Wende beginnt.
4. „Halt back die Fock an Steuerbord / an Backbord!“ oder einfach „Fock back!“ (Bei Fahrzeugen mit Vorsegel (Fock) wird dieses erst auf die neue Leeseite gezogen, wenn der Wind von der anderen Seite einfällt. Der Druck des Windes auf die Fock beschleunigt und erleichtert die Drehung des Bootes.) Wenn die Fock back fällt, antwortet der Vorschoter als Vollzugsbestätigung ggf. „Fock back!“ (besonders auf Katamaranen).
5. „Über die Fock!“ oder „Fock über!“ (Das Kommando, die Fock auf die neue Lee-Seite zu ziehen.)
6. Der neue Einfallswinkel des Windes führt dazu, dass anschließend auch das Großsegel von selbst auf die neue Seite übergeht. Dabei nimmt der Steuermann seinen Platz auf der neuen Luv-Seite ein und steuert den neuen Kurs. Er stellt jetzt das Großsegel entsprechend dem neuen gewählten Kurs ein und der Vorschoter macht dasselbe mit der Fock (Stellung etwa parallel zum Großsegel).

Das Kommando Halt back die Fock kann entfallen, wenn das Fahrzeug gut durch den Wind geht. Auf modernen slupgetakelten Segelyachten mit Kurzkiel ist es nicht üblich, die Fock back zu halten.

## Q-Wende
Eine Q-Wende (manchmal auch Kuhwende genannt, siehe aber unten) ist eine Kursänderung (Änderung der Fahrtrichtung) für Segelyachten bei widrigen Verhältnissen (Starkwind, hohem Wellengang oder unerfahrener Crew). Dabei wird eine eigentlich notwendige, unter diesen Umständen aber gefährliche Halse vermieden. Bei der „klassischen“, in vielen Quellen dargestellten, Q-Wende wird vom Raumschots-Kurs aus angeluvt bis an den Wind, dann gewendet und wieder auf Raumschots-Kurs abgefallen. Dabei erfolgt eine Kursänderung von etwa 270°. Andere Quellen bezeichnen alle Wenden, bei denen der eigene Kurs gekreuzt wird, als Q-Wende. Der Name des Manövers ist von der Form des Buchstaben Q abgeleitet.
Weil die Q-Wende ohne größere Vorbereitungen gefahren werden kann, leitet man in der Regel mit ihr das Rettungsmanöver Mann-über-Bord-Manöver ein. Sie erlaubt es, auf relativ einfache Art an der Stelle wieder anzukommen, wo sich der Unfall ereignet hat, also etwa da, wo der Überbordgegangene im Wasser treibt. Da der Bug relativ langsam durch den Wind geht, besteht trotz lose gelassener Großschot ein deutlich geringeres Verletzungsrisiko als bei einer schlecht koordinierten Halse bei der durch den Notfall in ihrer Aufmerksamkeit abgelenkten und personell geschwächten Crew.

## Kuhwende
Die Kuhwende ist eigentlich keine Wende, sondern das Gegenteil der Q-Wende, nämlich eine „Q-Halse“. Es wird also eine Halse gefahren, wenn eigentlich eine Wende angebracht wäre. Dies ist das bevorzugte Manöver auf Rahseglern, die wegen ihrer schlechten Am-Wind-Eigenschaften nur sehr schwer mit dem Bug durch den Wind kommen, aber umso einfacher gehalst werden können. Auf Yachten kann eine Kuhwende angebracht sein, wenn – etwa wegen Starkwind – nur mit Vorsegel aufgekreuzt wird. Wenn sich in Luv ein Schiff befindet, kann mit einer Kuhwende ein Kreis gefahren werden, so dass der Kurs im Lee des anderen Schiffes endet.
In manchen Quellen werden allerdings die Begriffe „Q-Wende“ und „Kuhwende“ auch austauschbar gebraucht. Die Kuhwende hat ihren Namen von der Kuh, die ihre empfindliche Nase nie direkt in den Wind hält.

## Rollwende
Eine Rollwende ist ein Manöver beim Jollensegeln. Im Unterschied zu einer normalen Wende wird zu Beginn des Manövers die Jolle durch Gewichtsverlagerung stark nach Lee gekrängt, dann wird angeluvt und durch den Wind gegangen. Dabei wird die Jolle, wieder durch Gewichtsverlagerung, auf die andere Bootseite gekrängt. Der Vorteil der Rollwende ist, dass bei diesem Manöver der Geschwindigkeitsverlust geringer ist als bei einer normalen Wende. Grund dafür ist, dass durch die Krängungen (Rollen) zusätzliche Luftströmung im Segel und damit zusätzlicher Antrieb erzeugt wird.

## Sonstiges
Wichtig ist eine ausreichende Geschwindigkeit des Bootes unmittelbar vor der Wende. Da das Boot im Moment des durch den Wind Gehens keinen Antrieb hat, muss der Schwung es solange ausreichend vorantreiben. Reicht der Schwung nicht aus, kann die Wende „verhungern“.
Wenden fährt man in der Regel von einem Am-Wind-Kurs aus. Soll der Kurs gegen den Wind laufen, muss man mit einer Vielzahl von Wenden gegen den Wind ankreuzen.